# Sarcophaga desertorum
Sarcophaga desertorum är en tvåvingeart som beskrevs av Salem 1935. Sarcophaga desertorum ingår i släktet Sarcophaga och familjen köttflugor.
Artens utbredningsområde är Egypten. Inga underarter finns listade i Catalogue of Life.